# جان لوئیجی پولیدورو
جان لوئیجی پولیدورو (ایتالیایی: Gian Luigi Polidoro؛ ۴ فوریهٔ ۱۹۲۷ – ۷ سپتامبر ۲۰۰۰) کارگردان، هنرپیشه و فیلم‌نامه‌نویس اهل ایتالیا بود. وی بین سال‌های ۱۹۵۸ تا ۱۹۹۸ میلادی فعالیت می‌کرد.
از فیلم‌ها یا برنامه‌های تلویزیونی که وی در آن نقش داشته است می‌توان به جنگ بزرگ و ستیریکون اشاره کرد.
وی در سال ۱۹۶۳ با فیلم خوابیدن یا نخوابیدن برنده خرس طلایی شد.